# The Kiss of Debt
The Kiss of Debt è un film del 2000 diretto da Derek Diorio.
È un film commedia di produzione canadese con interpreti principali Lorraine Ansell, Norman Mikeal Berketa e Ernest Borgnine nel ruolo di un boss mafioso.

## Produzione
Il film, diretto da Derek Diorio su una sceneggiatura dello stesso Diorio e di Dan Lalande, fu prodotto da Derek Diorio e Sarah Fodey per la Distinct Features e girato a Ottawa in Canada.

## Distribuzione
Il film fu distribuito in Canada nel 2000.